# Iglesia de la Asunción (Brea de Tajo)
La iglesia de la Asunción es un templo católico de la localidad española de Brea de Tajo, en la Comunidad de Madrid.

## Descripción
La iglesia se ubica en la localidad madrileña de Brea de Tajo, en el este de la comunidad autónoma. Inició su construcción en 1763 según proyecto de León de Bergara: se trataba probablemente de obras de ampliación, a tenor del estilo que muestra la torre que data del siglo XVI. En 1780 se terminaron estos trabajos con la participación de los académicos Ignacio Tomás y Ginés de Aguirre, encargado de la decoración de pintura mural que adorna el interior. El resultado es un templo neoclásico de grandes dimensiones. Consta de una nave con capillas laterales, con acceso a ellas en arco de medio punto, y crucero que no sobresale en planta.

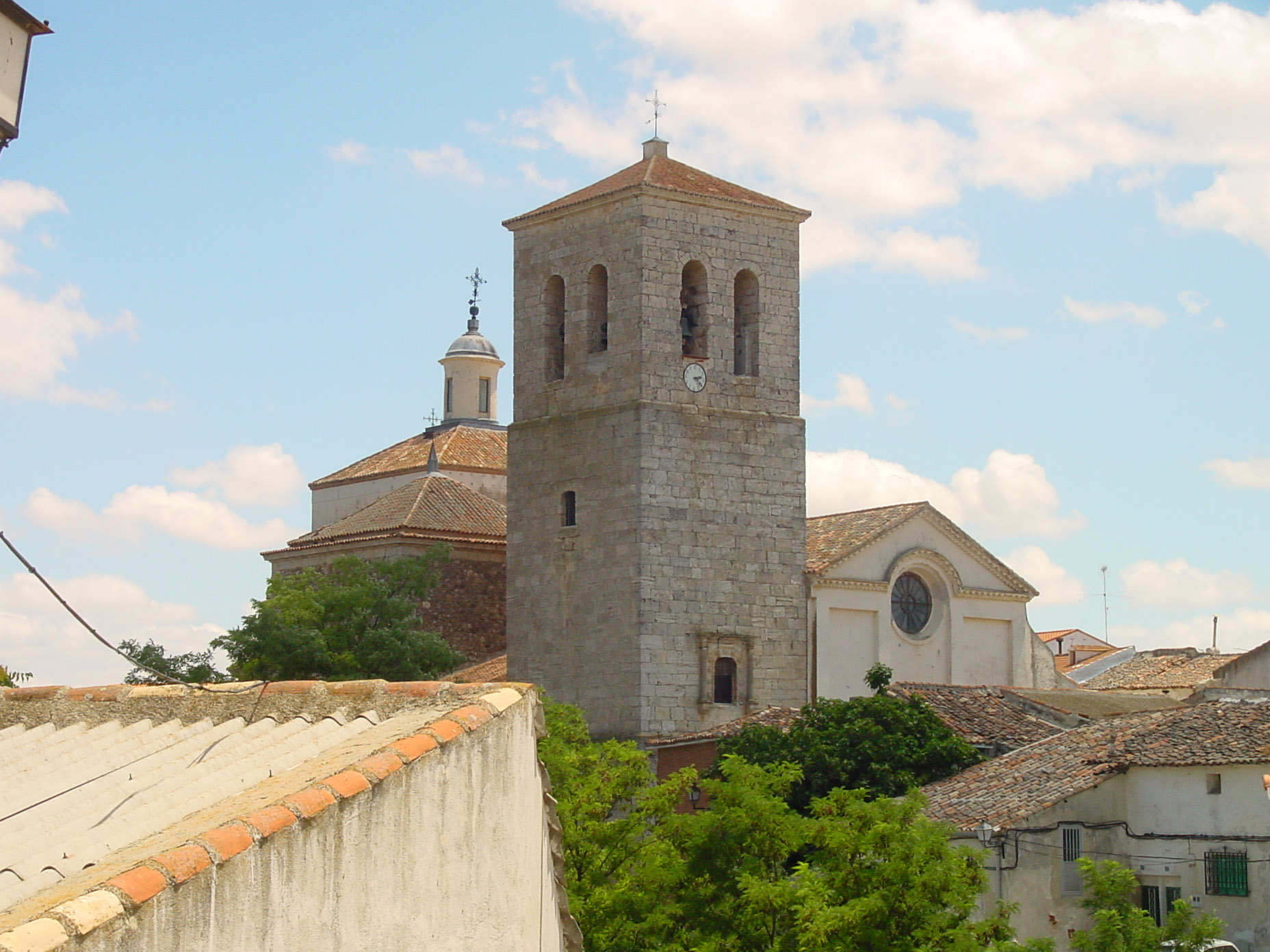
Vista de la torre

Se cubre la nave con bóveda de cañón con lunetas en los que se abren vanos, la capilla mayor con bóveda de cañón y las capillas laterales lo hacen con cúpulas rebajadas, excepto la bautismal, debajo de la torre, en la que figura una bóveda de terceletes. El crucero presenta cúpula sobre pechinas. El coro se sitúa a los pies en alto, en el sotocoro se aprecia una bóveda de arista rebajada. Los muros llevan pilastras de orden corintio que sostienen un gran entablamento decorado con cornisa dentada. El interior está decorado con profusa ornamentación de guirnaldas, florones y discos.
La iglesia está construida en mampostería con revoco, excepto el lado norte en el que aparece la mampostería vista. Se accede por portadas sencillas abiertas a los pies y en el lateral derecho, cobijadas por porches que han sufrido intervenciones que han alterado su factura primitiva. La torre se localiza a los pies en el lado izquierdo, tiene tres cuerpos, en el de campanas se abren ocho arcos de medio punto, existiendo en el muro de poniente un vano con decoración plateresca.

## Estatus patrimonial

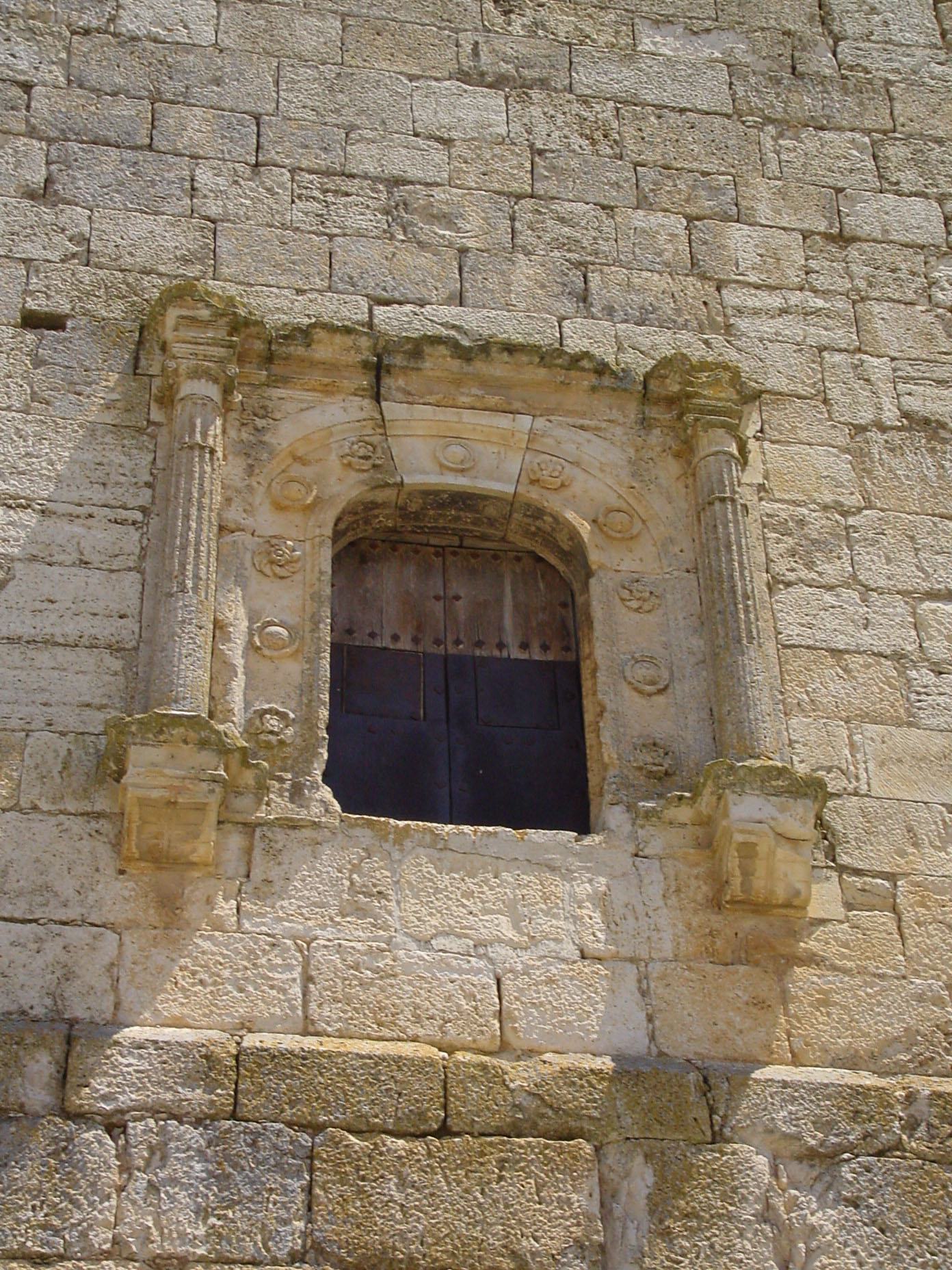
Detalle de una de las fachadas

Fue declarada bien de interés cultural, en la categoría de monumento, el 26 de junio de 1997, mediante un decreto publicado el 8 de julio de ese mismo año en el Boletín Oficial de la Comunidad de Madrid, con la rúbrica del entonces presidente de la comunidad autónoma, Alberto Ruiz-Gallardón, y del consejero de Educación y Cultural, Gustavo Villapalos.